# Basilika Maria des Chores

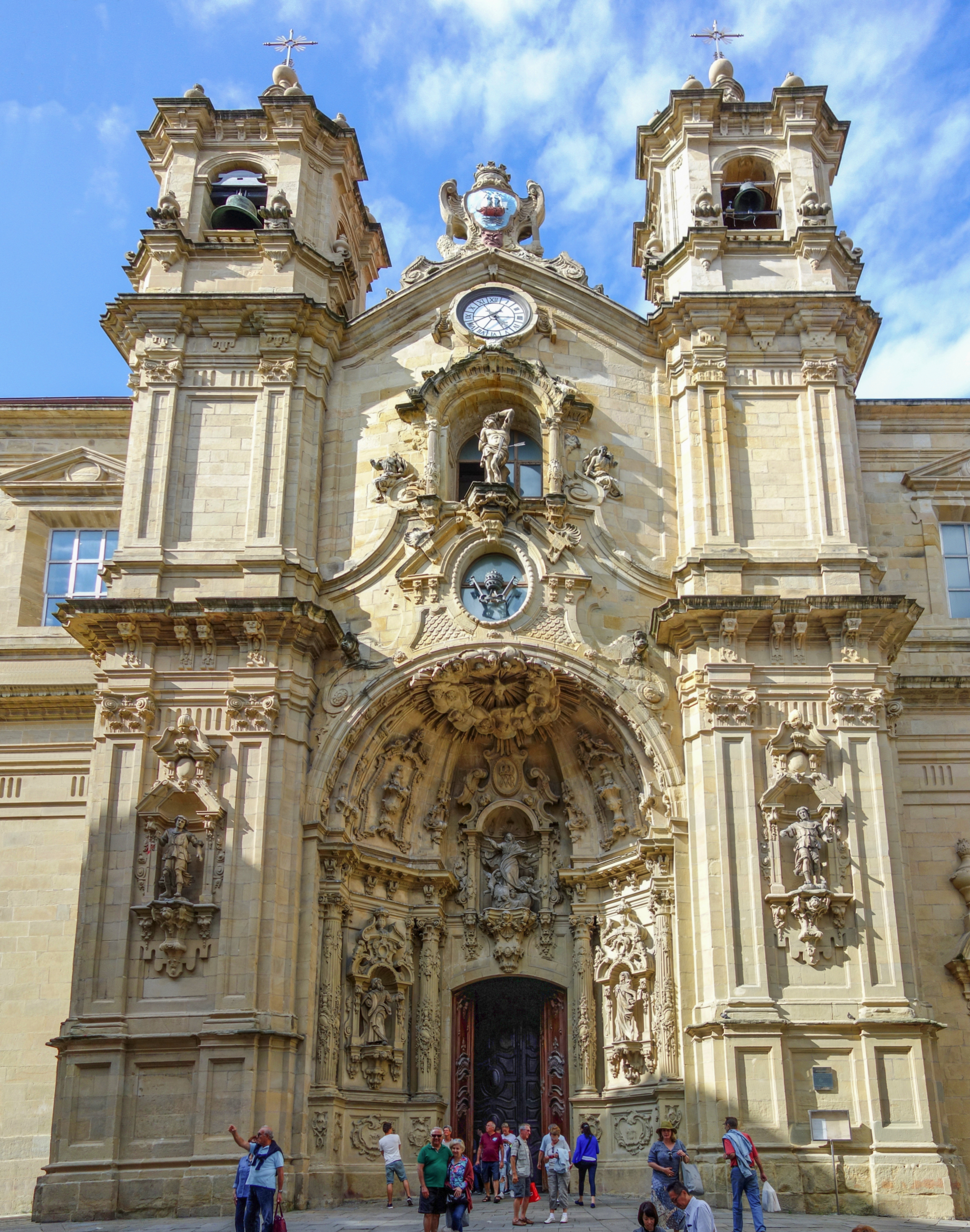
Hauptportal der Basilika Maria des Chores

Die Basilika Maria des Chores (spanisch Basilica Santa María del Coro, baskisch Koruko Andre Mariaren basilika) ist eine römisch-katholische Kirche in der Altstadt von Donostia-San Sebastián, Hauptstadt der baskischen Provinz in Gipuzkoa, Spanien. Die Pfarrkirche des Bistums San Sebastián trägt den Titel einer Basilica minor. Die Kirche wurde Mitte des 18. Jahrhunderts als barocker Wiederaufbau einer gotischen Kirche errichtet.

## Geschichte
Die Basilika wurde auf den Überresten einer romanischen Kirche errichtet, die im 12. und 13. Jahrhundert von den Königen von Navarra gebaut und zwischen 1522 und 1560 unter dem Haus Habsburg im gotischen Stil erweitert wurde. Im Jahr 1688 explodierte in der Burg von La Mota, gleich hinter der Kirche, ein Pulverhaus, wobei das Gebäude schwer beschädigt wurde. 1743 wurde mit dem Wiederaufbau nach einem Entwurf der Architekten Pedro Ignacio Lizardi und Miguel de Salazar begonnen, dieser wurde 1771 fertiggestellt. 1973 verlieh Papst Paul VI. der Kirche den Titel einer Basilica minor.

## Architektur
Die Hallenkirche ist barock gestaltet, weist jedoch gotische, churriguereske und klassizistische Elemente auf und besitzt ein reich verziertes Rokokoeingangsportal mit Seitentürmen. Dieses auf der Südseite gelegene Hauptportal in Form eines Altaraufsatzes zeigt die Märtyrerfigur von St. Sebastian, die päpstlichen Symbole, die ihren Status als Basilica minor anzeigen, und das Wappen der Stadt, das das Gebäude krönt. An diesem Portal wurde Ende des 19. Jahrhunderts die Fassade der damals neuen Kathedrale von San Sebastián so ausgerichtet, dass man sie vom Eingang der Basilika aus sehen konnte und die Gebäude über die Calle Mayor eine Achse bilden.

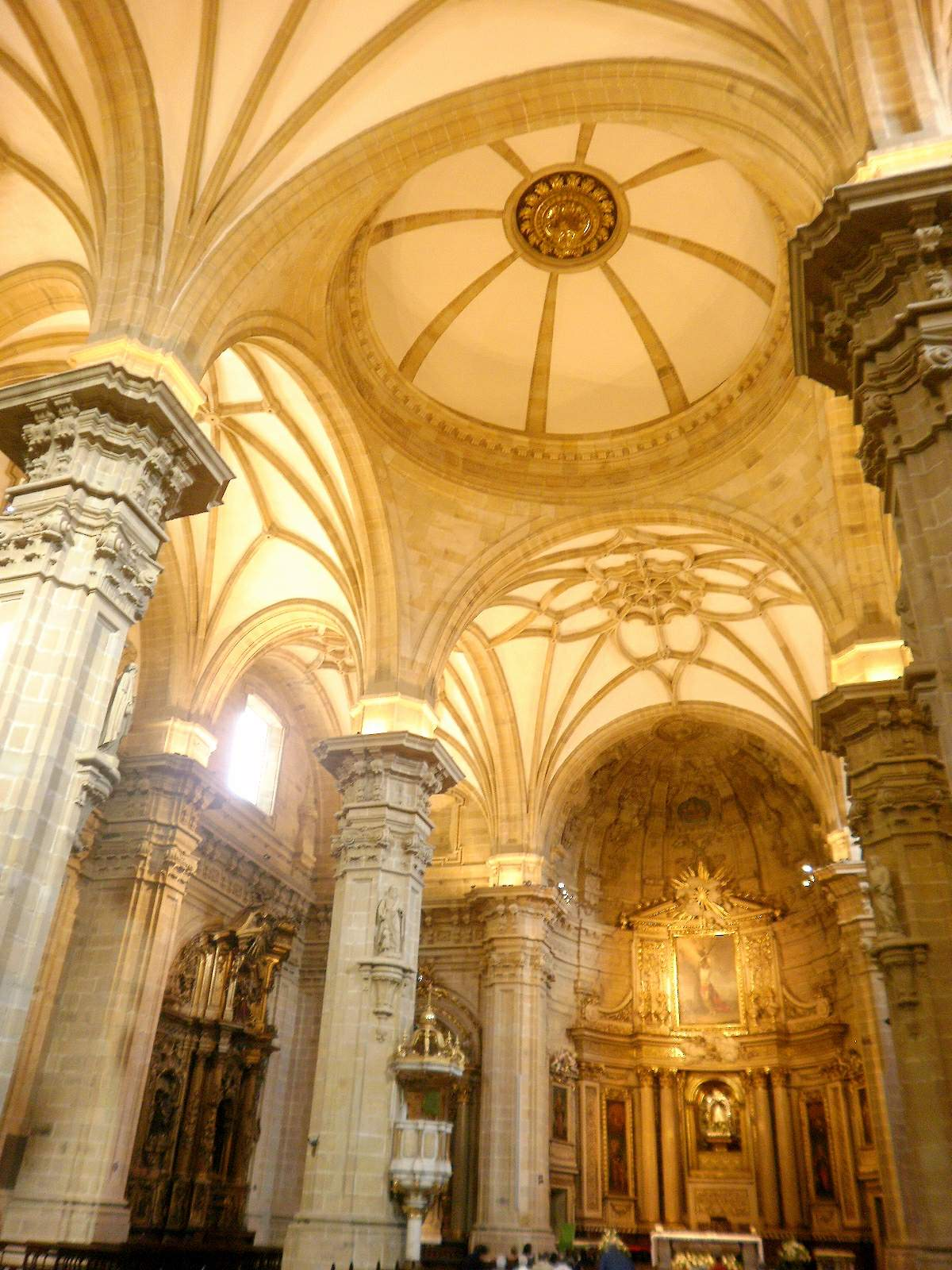
Gewölbe

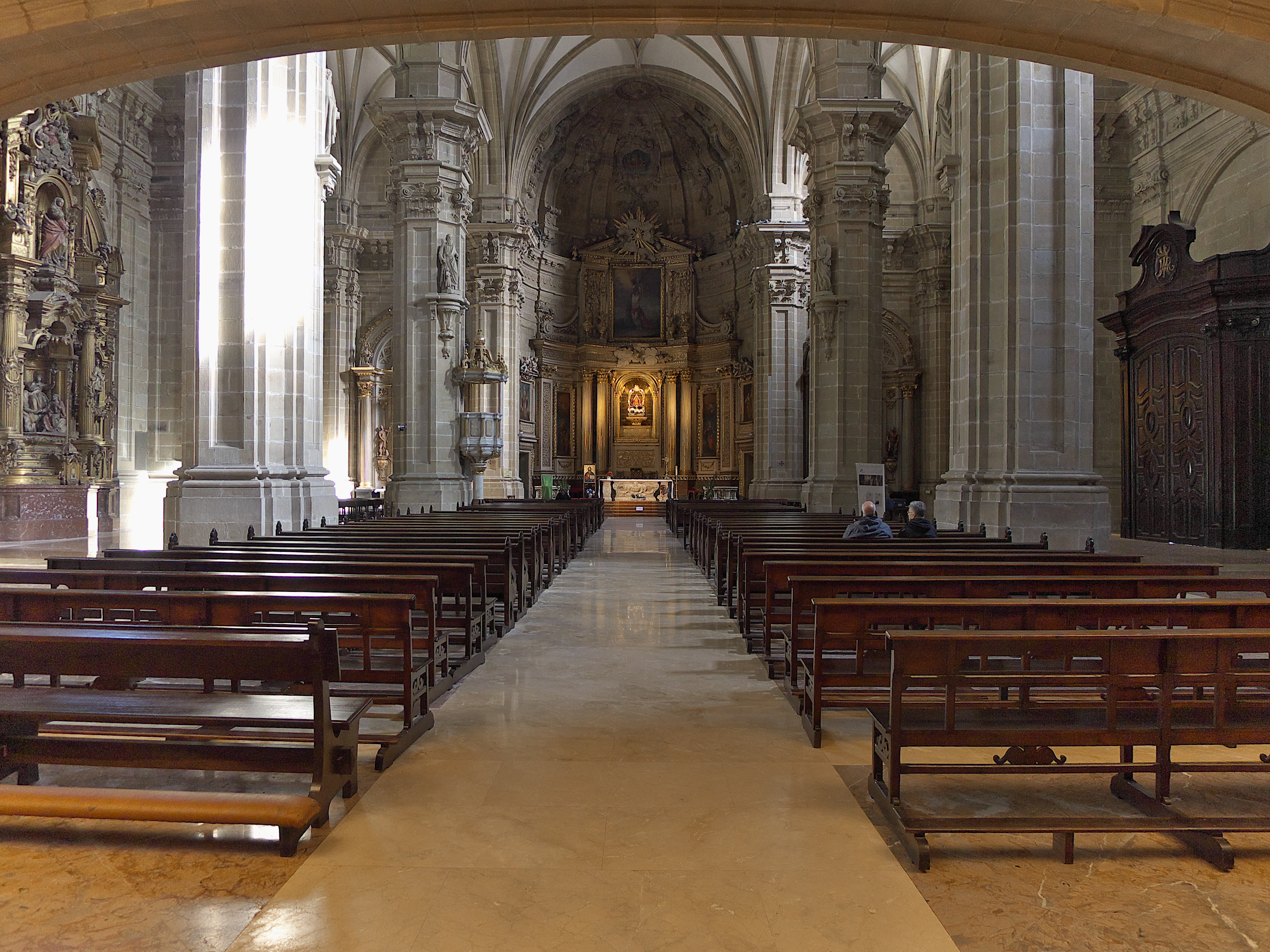
Innenraum

Das Hauptschiff besteht aus einem 48 mal 33 Meter großen Saal, der in drei Schiffe unterteilt ist, die ihrerseits in vier Joche gegliedert sind, wobei die Pfeiler des Schiffes als Achsen dienen. Die Sterngewölbe werden von sechs Pfeilern und den Mauern mit strebenartigen Pfeilern gestützt. Die achteckigen Säulen erreichen eine Höhe von 15 m bis zu ihren Kapitellen, wobei das zentrale Gewölbe mit über 27 m am höchsten ist.

## Ausstattung
Der Hauptaltar ist der Virgen del Coro gewidmet, die zusammen mit dem hl. Sebastian die Schutzheilige der Stadt ist. Das Bild der Jungfrau ist eine etwa 40 cm große Holzschnitzerei, die auf das 15. und 16. Jahrhundert datiert werden kann. Ihr lieblicher Ausdruck und ihr dunkler Teint fallen auf. Der hl. Sebastian ist auch auf einem Gemälde des Hauptaltars zu sehen, einem Werk von Luis Boccia aus dem Jahr 1819. Die zentralen und seitlichen Altarretabel, Werke von Diego de Villanueva und Francisco Azurmendi, bilden ein klassizistisches Ganzes.
Am Fuß der Kirche befindet sich der erhöhte Chor in einer halbrunden Apsis, der durch eine breite fünfstufige Treppe anbunden ist. Das bemerkenswerte, im Halbkreis angeordnete Chorgestühl ist ein Werk von Francisco Bocente y Mendía. Die hervorragende Cavaillé-Coll-Orgel stammt von 1863, deren Prospekt dem einer alten Barockorgel entspricht.